# بیل آلبری
بیل آلبری (انگلیسی: Bill Albury؛ زادهٔ ۱۰ اوت ۱۹۳۳) بازیکن فوتبال اهل بریتانیا است.
از باشگاه‌هایی که در آن بازی کرده‌است می‌توان به باشگاه فوتبال پورتسموث، باشگاه فوتبال گیلینگام، و باشگاه فوتبال یئوویل تاون اشاره کرد.